# Graziano (vescovo di Novara)
Graziano di Novara (... – Novara, ...; fl. VII secolo) è stato vescovo di Novara.

## Biografia
L'unico dato che abbiamo relativo all'operato episcopale del vescovo Graziano di Novara è da ricondurre all'anno 680 nel quale lo troviamo tra i vescovi italiani che sottoscrissero la lettera redatta al termine del sinodo romano voluto da papa Agatone in preparazione al concilio di Costantinopoli che si sarebbe aperto nel mese di novembre dello stesso anno.